# Zebrafinken
Die Zebrafinken (Taeniopygia) sind eine Gattung innerhalb der Familie der Prachtfinken (Estrildidae). Ihr natürliches Verbreitungsgebiet reicht von Lombok bis einschließlich Australien. Seit spätestens 2022 werden zwei Arten unterschieden:
- Der Australische Zebrafink (Taeniopygia castanotis (Gould, 1837)) ist in Australien (mit Ausnahme von Nordost-Queensland, der Kap-York-Halbinsel, Tasmanien, und kühleren Regionen im Süden) verbreitet. Als Neozoon kommt er in Puerto Rico und Portugal vor. Er ist ein beliebter Ziervogel.
- Der Timor-Zebrafink (Taeniopygia guttata (Vieillot, 1817), auch Sunda-Zebrafink) lebt auf den Kleinen Sundainseln von Timor bis Lombok. Er wird im Gegensatz zum Australischen Zebrafinken selten als Ziervogel gehalten oder gar gezüchtet

Zebrafinken wurden früher als eine einzige Art Zebrafink (Taeniopygia guttata) mit den Unterarten T. g. guttata (Timor-Zebrafink) und T. g. castanotis (Australischer Zebrafink) betrachtet. 2016 teilten IUCN und BirdLife International, 2022 die IOU den Zebrafinken in zwei Arten auf. Grund hierfür waren Unterschiede im Gefieder, in der mtDNA sowie assortative Paarung der beiden Spezies in Gefangenschaft.
Der eng verwandte Ringelastrild (Stizoptera bichenovii) wurde in der Vergangenheit außerdem als Taeniopygia bichenovii zur Gattung gezählt. Hybridisierungen mit jener Art wurden sowohl in freier Wildbahn als auch in Gefangenschaft beobachtet.

## Merkmale

### Erscheinungsbild von wild lebenden Zebrafinken
Die wild lebenden Zebrafinken werden bis zu elf Zentimeter lang und rund 10 Gramm schwer. Die Männchen haben ein schmales schwarzes Brustband, einen rotbraunen Wangenfleck, rotbraune Flanken mit runden oder ovalen weißen Punkten und einen besonders intensiv roten Schnabel. Die Kehle zeigt die typische Zebrazeichnung bis unter den Schnabel. Die Weibchen sind im Bauchbereich beige bis weiß und auf dem Rücken dunkel- bis schiefergrau. Die Wangenzeichnung und Zebrazeichnung an der Kehle fehlen. Die Schwanzfedern sind schwarz und werden durch die schwarz-weiß gebänderten Oberschwanzdecken größtenteils überdeckt.
Jungtiere zeigen keine typischen Zeichnungsmerkmale, da sie erst nach der ersten Mauser ausfärben; ihr Schnabel ist schwarz.

### Die Unterscheidungsmerkmale der Arten

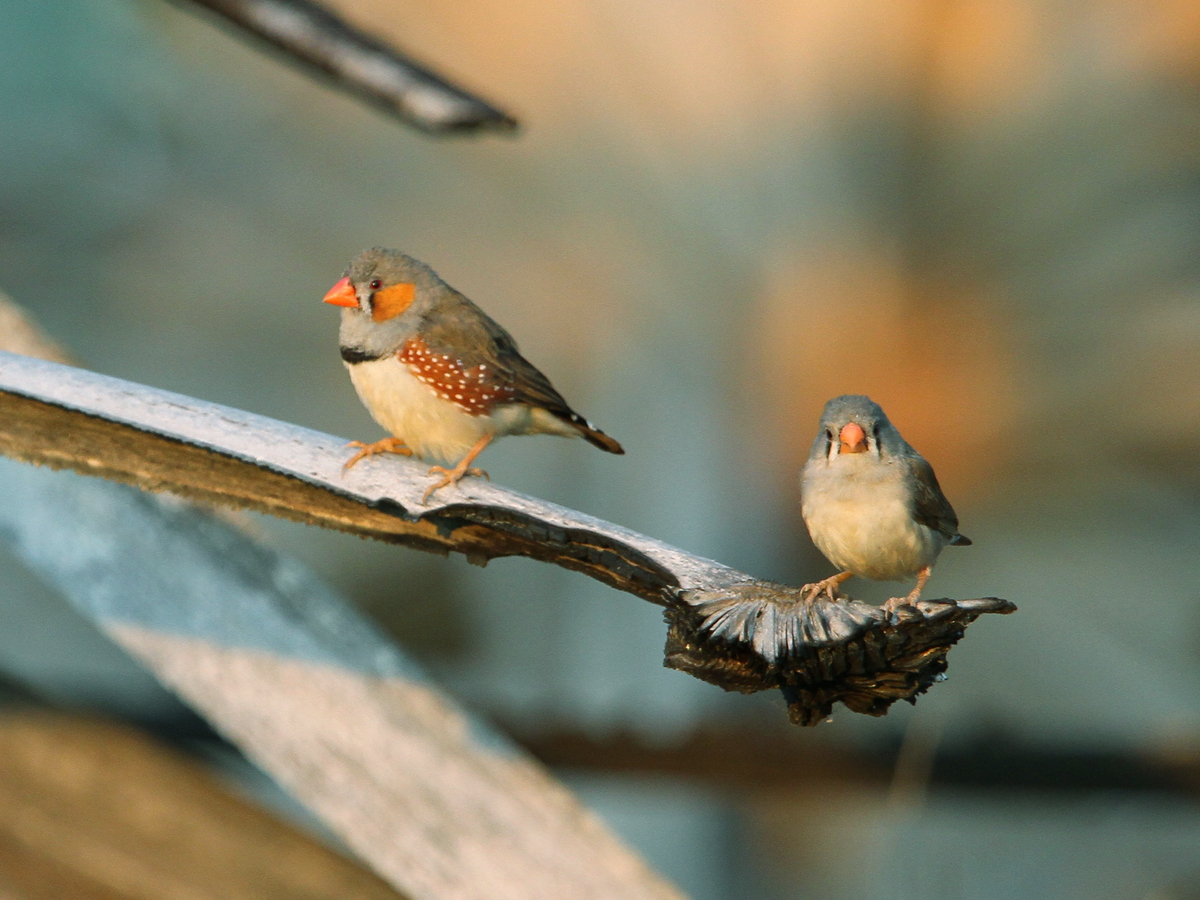
Timor-Zebrafink (Männchen links, Weibchen rechts)

Der Timor-Zebrafink ist mit einer Körperlänge bis zu 10 cm die kleinere der beiden Arten. Auffälligstes Unterscheidungsmerkmal ist, dass ihm die Zebrazeichnung auf Kinn und Kehle vollständig fehlt. Die namensgebende schwarzweiße Zeichnung findet sich bei ihm nur an den Halsseiten. Der Scheitel und der Nacken haben einen deutlich bräunlicheren Ton als bei der australischen Unterart und die Körperunterseite ist bei beiden Geschlechtern beige.

### Erscheinungsbild der domestizierten Zebrafinken
Als Ziervogel wird überwiegend der Australische Zebrafink gehalten.
Die domestizierten Vögel sollen gemäß dem Bewertungsstandard für Zebrafinken 12,5 cm lang sein. Sie erreichen ein Gewicht von bis zu 40 Gramm und bei einigen Exemplaren auch darüber. Sie sind damit größer und schwerer als ihre wild lebenden Artgenossen.
Als „Australischer Prachtfink“ wird er von vielen Züchtern als Ausstellungsvogel ständig weiter „geformt“ und in seinem farblichen Erscheinungsbild variiert. Über 50 anerkannte Farbschläge sind durch Zucht entstanden, die in der Natur nicht vorkommen. So z. B. Pastellfarben und Schwarzwangen. Hier haben die Hähne einen schwarzen Wangenfleck anstelle des rötlichen. Auch die Hennen zeigen diesen Wangenfleck, der sonst als Geschlechtsmerkmal für die männlichen Zebrafinken gilt.

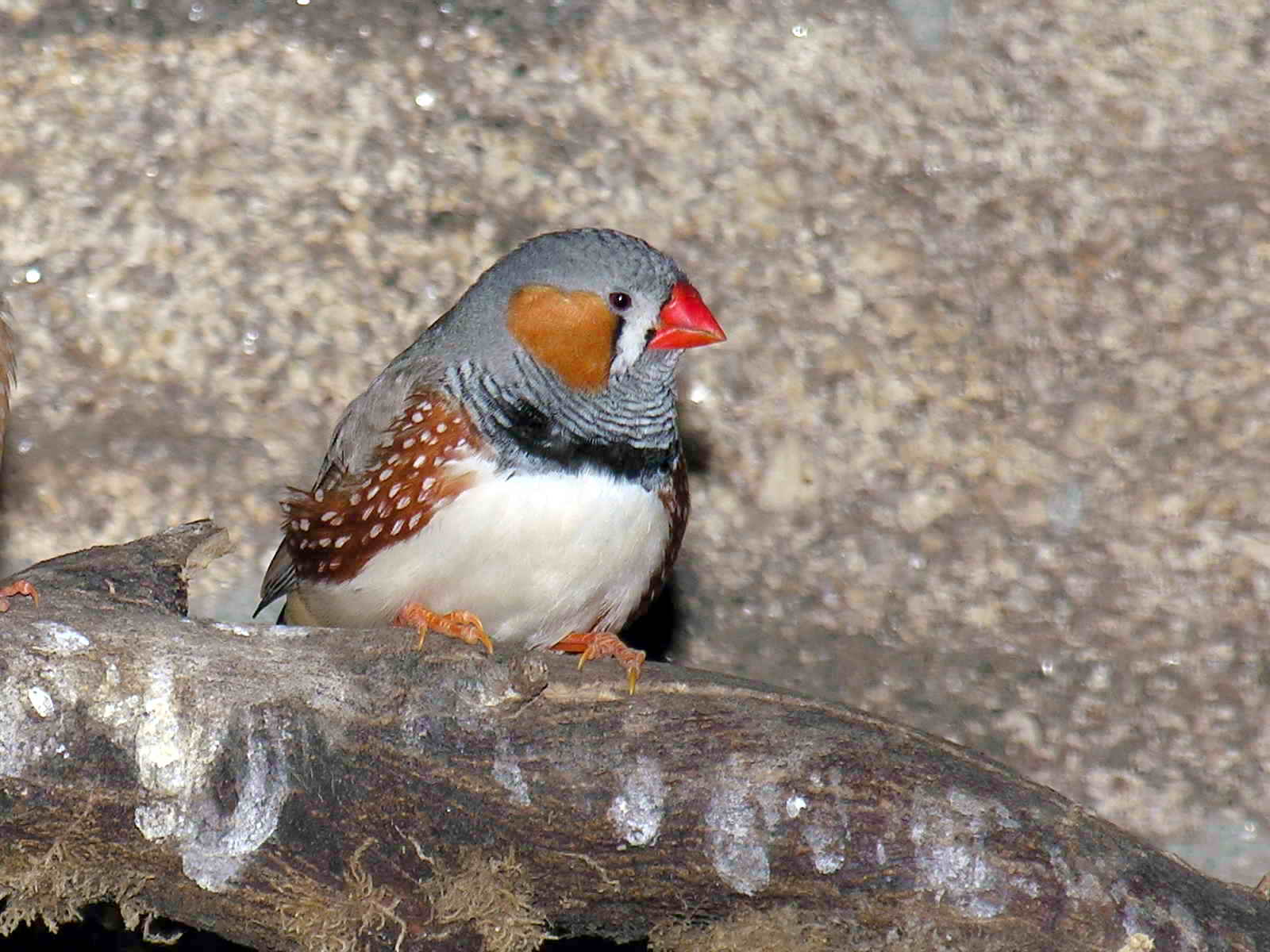
Männlicher naturfarbener Zebrafink (Taeniopygia guttata)
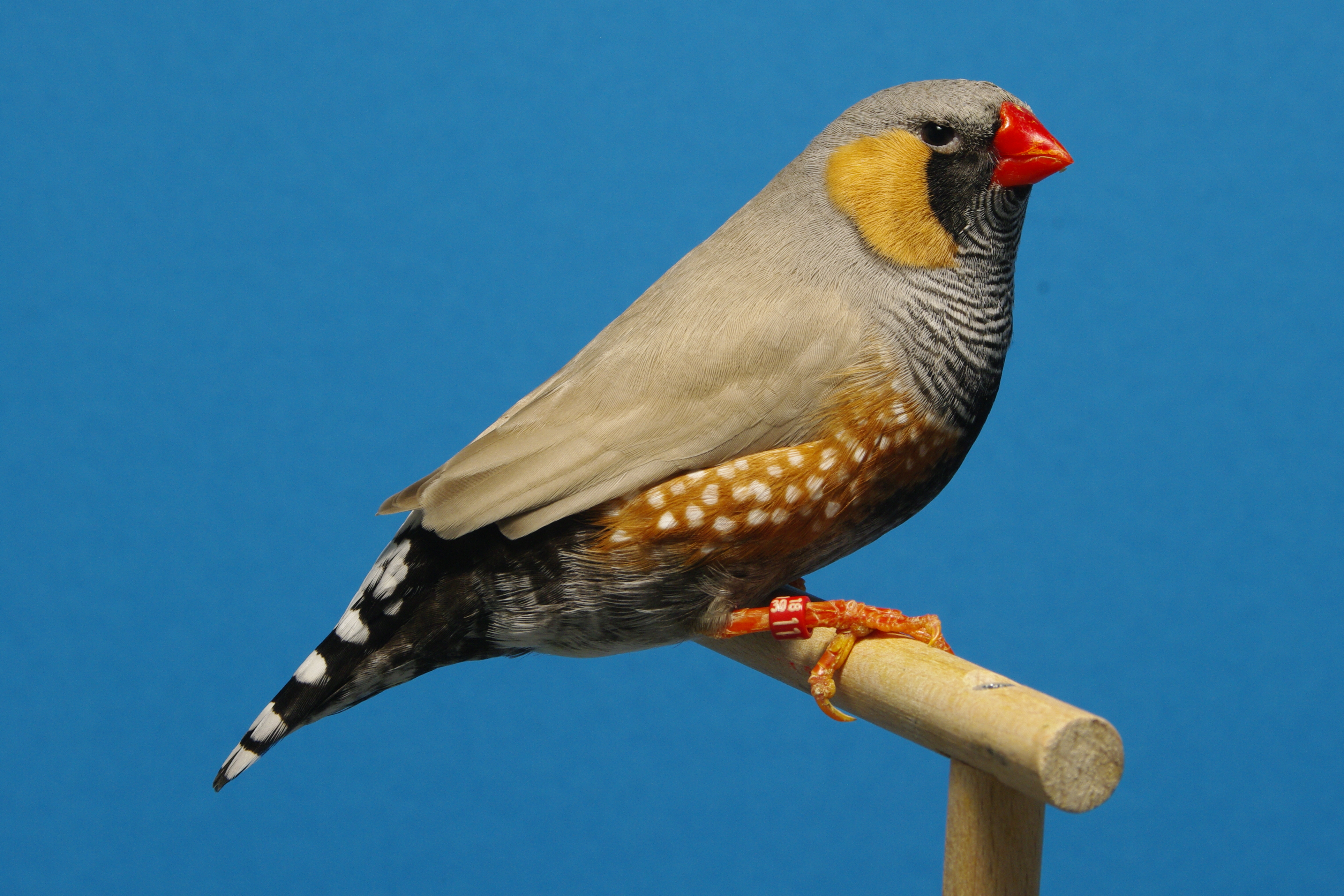
Sogenannte „Hellrücken Schwarzbart“-Farbmutation
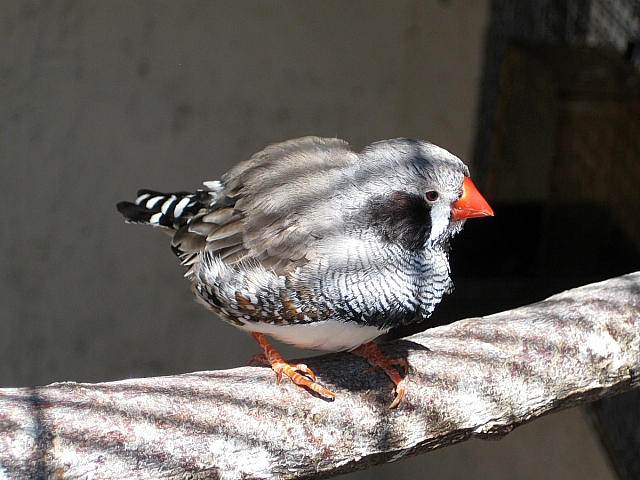
Männlicher Zebrafink (Schwarzwange)
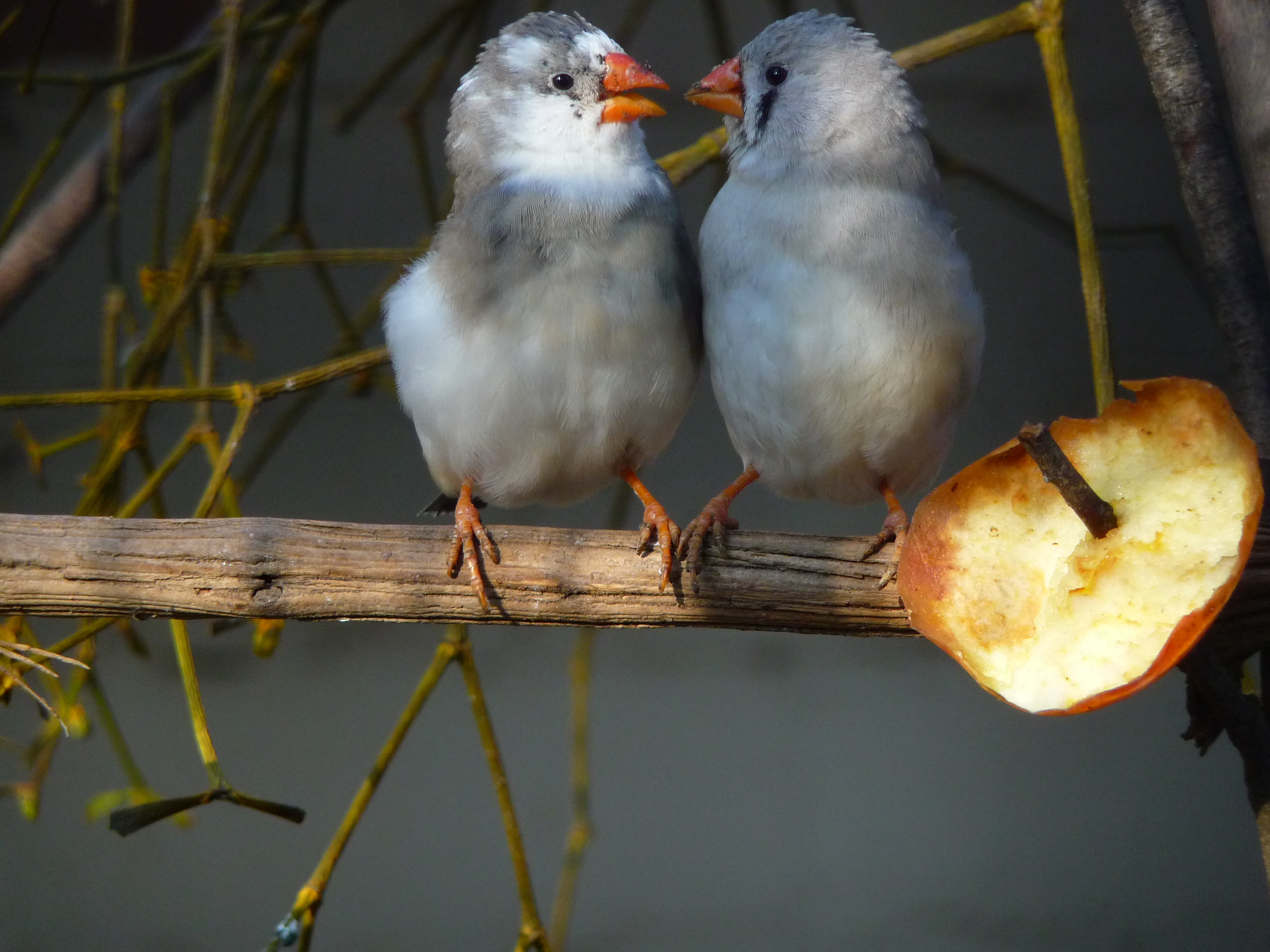
Zwei Hennen. Links naturfarben-schecke, rechts naturfarben
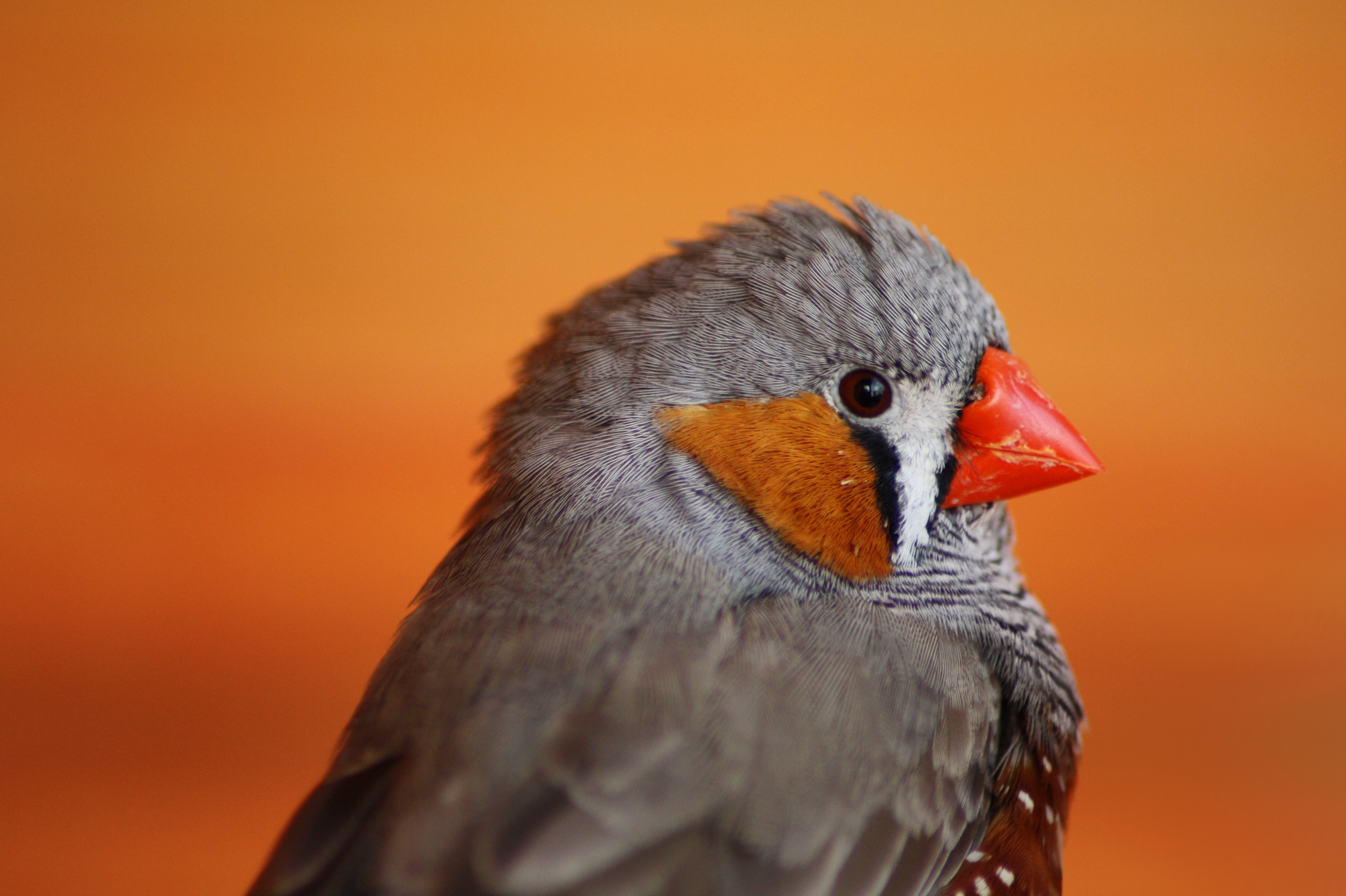
Naturfarbener Hahn im Profil
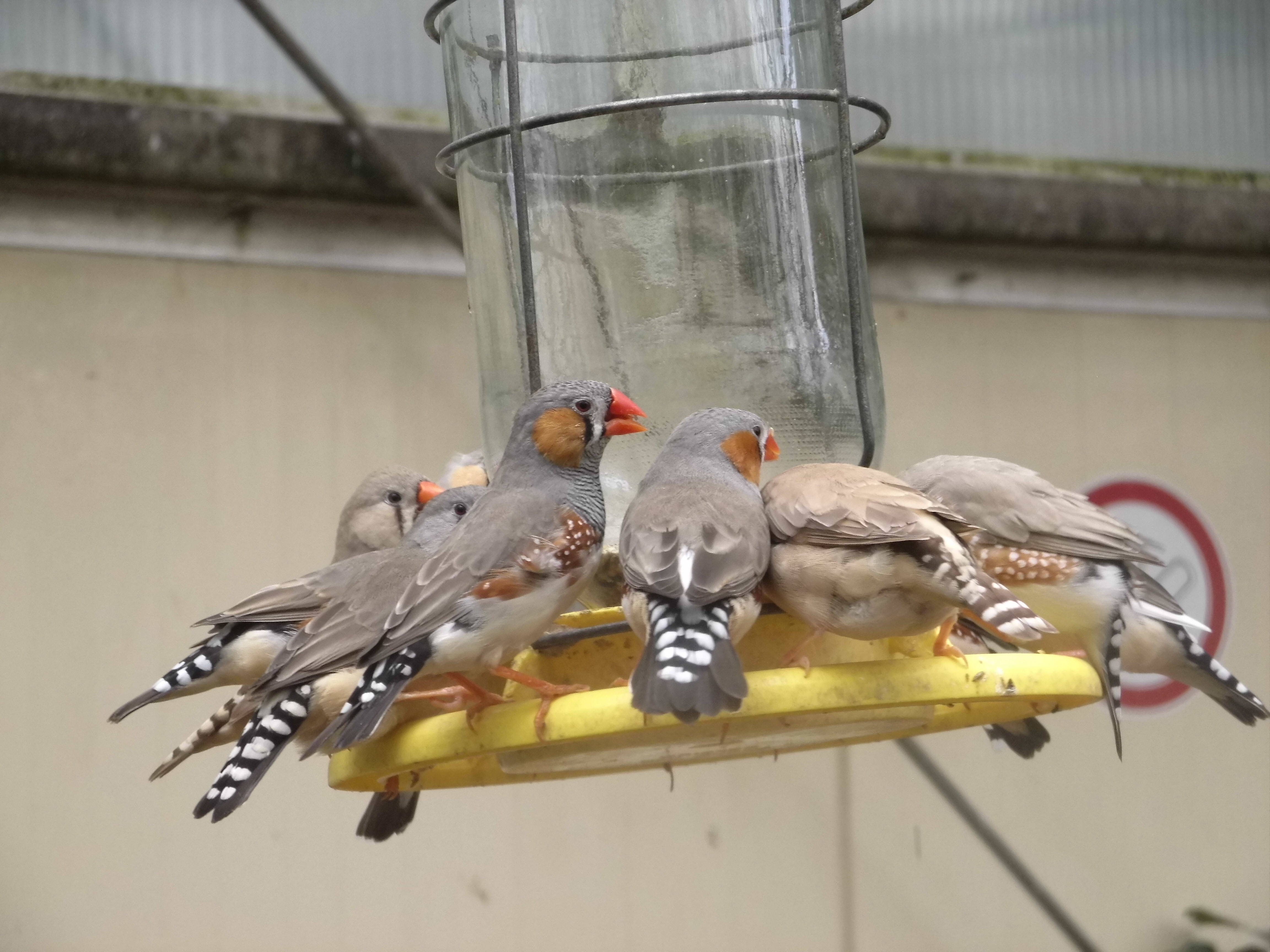
Zebrafinken an einer Futterstelle
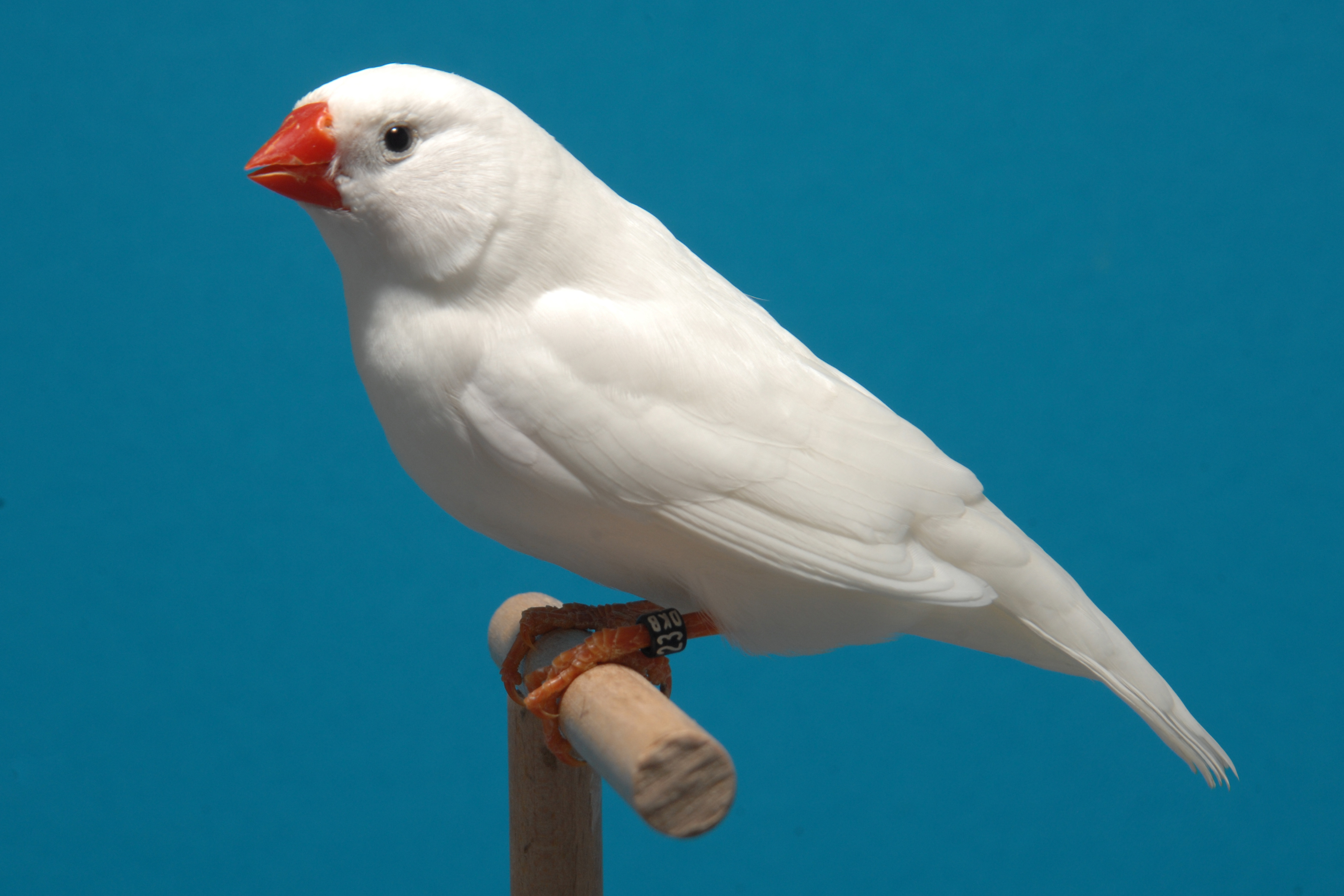
Weiße Mutation eines Zebrafinken

### Lautäußerungen
Zebrafinken können neue Gesänge erlernen; es gibt Hinweise darauf, dass manche Aspekte des Gesangs sozial erlernt werden und sich dadurch bei geografisch entfernteren Populationen neue Dialekte bilden. Aufgrund von Analogien zum Menschen sind Zebrafinken verbreitete Modellspezies im Bereich des stimmlichen Lernens. 

## Lebensraum
Die Wildform der Australischen Zebrafinken besiedelt, bis auf einige Küstenbereiche, den gesamten australischen Kontinent. Als Bewohner trockener Regionen kann er sich nicht an Nässe und hohe Luftfeuchtigkeit anpassen. Vorzugsweise leben Zebrafinken in der Nähe von Wasserstellen, die sie, wenn es geht, mehrmals täglich zum Baden und Trinken aufsuchen. Andererseits können sie notfalls auch mehrere Wochen ohne Wasser auskommen. Bei länger andauerndem Wassermangel verdickt sich das Blut und der Harn wird hochkonzentriert. Dadurch wird dem Körper für die Ausscheidung der harnpflichtigen Stoffe weniger Wasser entzogen.
Auch in Bezug auf sehr hohe und niedrige Temperaturen sind sie sehr anpassungsfähig. Von 10 °C abwärts wird es jedoch problematisch.
Zebrafinken sind gesellige Vögel, die in der Natur üblicherweise außerhalb der Brutzeit in großen Schwärmen leben. In Gefangenschaft sollten sie mindestens paarweise gehalten werden. Eine Haltung zu dritt führt meist zu heftigen Beißereien. Wird die Anzahl erhöht, steigt auch die Verträglichkeit untereinander. Die eingeschlechtliche Haltung, also nur Hähne oder nur Hennen, ist möglich.

## Nahrung
Zebrafinken ernähren sich vor allem von Grassamen, aber auch von Samen zweikeimblättriger Pflanzen und Insekten, die sie auch im Flug erbeuten können. Für die Käfighaltung werden fertige Mischungen Exotenfutter angeboten. Sie bestehen aus unterschiedlichen Hirsesorten, Glanz- (Phalaris canariensis) und Nigersaat (Guizotia abyssinica). Zusätzlich sollten Mineralien und/oder Grit (zerstoßene Muschelschalen) gefüttert werden. Als Grünfutter hat sich Salatgurke bewährt. Sie enthält Vitamin K, welches wichtig für die Blutgerinnung ist. Auch Vogelmiere wird gern genommen. Kopfsalat sollte vermieden werden, da der Schadstoffanteil zu hoch ist.

## Brutpflege

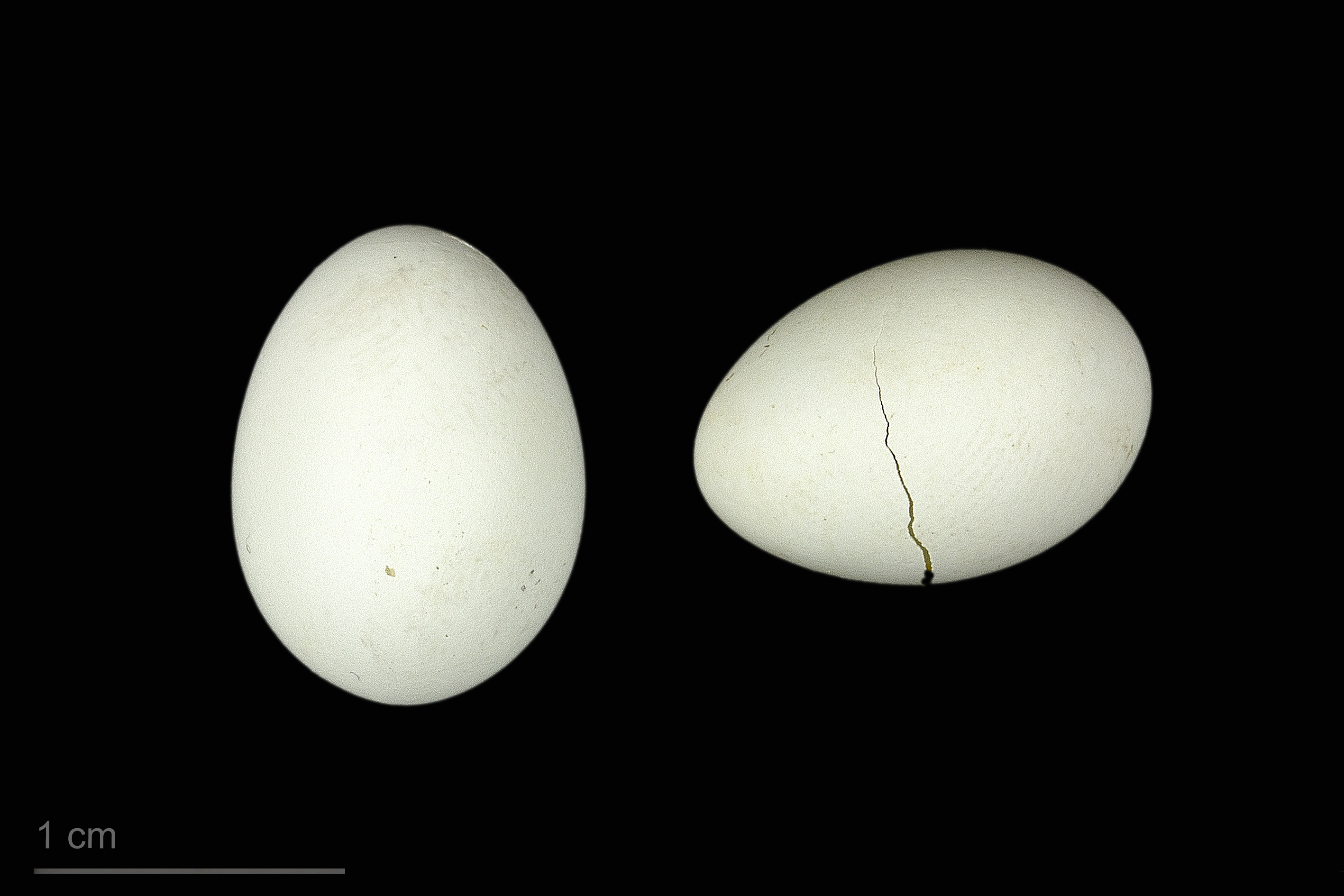
Taeniopygia guttata castanotis, Sammlung Museum von Toulouse

Aufgrund des kargen Lebensraums mit nur seltenen und meist unregelmäßigen Regenfällen sind Zebrafinken bei günstigen Bedingungen sofort paarungs- und brutbereit. Dieser Umstand führt dazu, dass domestizierte Zebrafinken praktisch ständig Eier legen, brüten und sich sehr stark vermehren.
Das Weibchen legt drei bis acht Eier von rund 15 mm Größe in ein vom Männchen gebautes, ausgepolstertes Nest in einer kleinen, natürlichen Höhle, einer Astgabel oder einem alten Vogelnest. Ab dem dritten Tag bebrüten beide Partner abwechselnd die Eier. Die Jungen schlüpfen nach 12 bis 16 Tagen. Auch die Beringung ist angebracht, im Alter von 12 Tagen ist dafür der günstigste Zeitpunkt. Am besten sollte man die Jungen entfernen, wenn die Alten vom Nest weg sind, da manche Vögel darauf empfindlich reagieren.
Die meisten Küken sind hellhäutig. Das Innere des Schnabels ist hell und mit erhabenen Papillen versehen. Mit schaukelnden Kopfbewegungen betteln sie um Futter. Die Alten reagieren darauf prompt mit Füttern. Im Alter von 8 Tagen kann man die Bettelstimmen schon hören. Sie werden von Tag zu Tag lauter. Binnen 18 bis 25 Tagen verlassen die jungen Zebrafinken erstmals das Nest, allerdings kehren die Jungen zum Schlafen ins Nest zurück. Es kann passieren, dass das Weibchen schon mit einem neuen Gelege angefangen hat.
Nach drei bis fünf Monaten sind die Jungvögel voll ausgefärbt. Zuerst färbt sich der Schnabel rötlich, und dann kommt das Gefieder an Brust und Flanke zum Vorschein. Hennen sind ab drei, Hähne ab vier Monaten geschlechtsreif. Domestizierte Zebrafinken sollten jedoch nicht unter 7 bis 8 Monaten angepaart werden. Geschwister sollten in der Regel nicht verpaart werden.

## Zebrafinken und Mensch
Bei Zebrafinken wurde nach dem Haushuhn als erste standorttreue Vogelart ein Magnetsinn nachgewiesen. 2019 hat das Max-Planck-Institut für Ornithologie die Auswirkungen von Straßenverkehrslärm auf Zebrafinken untersucht und stellte dabei u. a. fest, dass der Lärm normale Stressreaktionen stört und sich das Wachstum der Zebrafinken verzögert.

### Domestikationsgeschichte
Über den Beginn der Domestikation bei Zebrafinken gibt es keine genauen Beschreibungen. Vieillot, der den Vogel 1817 erstmals wissenschaftlich beschrieben hat, hatte offenbar bereits erfolgreich Jungvögel aufgezogen. Im 19. Jahrhundert blieb der Zebrafink trotzdem ein selten gehaltener Ziervogel. Erst um die Wende zum 20. Jahrhundert gewann diese Art als Stubenvogel große Popularität.
Da domestizierte Zebrafinken sich sehr leicht vermehren lassen und Australien 1960 den Export einheimischer Vögel verboten hat, kommt es schon seit Jahrzehnten zu keinem genetischen Austausch zwischen domestizierten und Wildvögeln dieser Art.

### Veränderungen durch Zucht
Die ursprüngliche Wildfarbe ist Grau. Die gezielte Zucht des Australischen Zebrafinken hat zu zahlreichen Farbschlägen geführt, die in der Natur nicht vorkommen. So findet man heute im Handel Finken, die z. B. Pastellfarben in Grau und Braun, Masken in Grau und Braun, Weiß- und Schwarzbrust aufweisen.
Weiße Zebrafinken sind auch in Australien zu beobachten, jedoch sehr selten. Sie sind für Greifvögel und andere natürliche Feinde besser erkennbar und fallen ihnen somit leicht zum Opfer. Andere Farben entstanden meist zufällig, indem sich die Farbverteilung der Vögel änderte (Schecken). So entstand die Schwarzwange aus einem wildfarbenen Vogel, der anstelle der rot-braunen Wange eine schmutzig schwarzbraune Wange zeigte. Auch am übrigen Körper waren die Schwarzanteile vermehrt zu sehen. Strenge Auslese und gezielte Verpaarungen führten dann nach vielen Jahren zu einer neuen Farbe, dem Zebrafink Schwarzwange und Schwarzbart Grau. Dieses Merkmal der schwarzen Wange ist heute mit fast jeder anderen Farbe kombinierbar.
Vereinzelt traten völlig schwarz gefärbte Vögel auf. Es zeigte sich jedoch, dass hier keine neue Mutation (plötzliche Veränderung der Erbmasse) vorlag, sondern eine Störung im Vitamin-B-Haushalt. Diese „Verfärbung“ verschwand nach kurzer Zeit wieder und wurde nicht vererbt.
Bei einigen Farben traten vereinzelt Schlitzaugen auf. Dies geschah hauptsächlich bei Vögeln der Farben Wange Braun und Wange Grau. Eine Änderung der Bewertungsrichtlinien (Standard) für Ausstellungen sorgte dafür, dass diese Vögel nicht zugelassen bzw. disqualifiziert werden. Verpaarungen, die zu Schlitzaugen führen könnten (Wange Grau mit Wange Grau) sind als „Qualzuchten“ sowohl von den Züchtervereinigungen als auch durch das Tierschutzgesetz verboten.
Der Zebrafink gilt allgemein als guter Anfängervogel für die Zucht. Durch seine große Farbenvielfalt und Nuancierung ist es jedoch schwierig, gute Ausstellungsvögel zu züchten. Fundierte Kenntnisse der Vererbungslehre und der speziellen Farbvererbung des Zebrafinken sind Voraussetzung. Der so genannte „Schau-Zebrafink“ ist kein anderer Vogel, sondern ein ganz normaler Zebrafink, bei dem eine Mindestqualität vorausgesetzt wird, mit einer Länge von 12,5 cm (Schnabelspitze bis zum Schwanzende).

### Ausstellungen
Ausstellungen werden auf regionaler Ebene (Landesschau), deutschlandweit (Bundesschau), international (Internationale Deutsche Meisterschaften) und weltweit (Weltmeisterschaften) durchgeführt. Die Bewertung wird von zugelassenen Zuchtrichtern nach einem festgelegten Punktesystem durchgeführt.
Organisationen, in denen speziell Zebrafinkenzüchter Mitglied sind, sind die „Deutsche Zebrafinken Interessengemeinschaft“ (DZI) und die „Zebrafinkenfreunde Südliche Nordsee“.

## Trivia
Der australische Tropfenlaubenvogel, der überwiegend die Stimmen großer Vogelarten wie Habichtfalke und Haubenliest nachahmt, imitiert auch die Rufe des Australischen Zebrafinken.

## Filmdokumentation
- Tiere vor der Kamera: Der große Durst der kleinen Zebrafinken. Deutsche TV-Dokumentation von Ernst Arendt und Hans Schweiger. Bayerischer Rundfunk 1995, ca. 43 Minuten

## Einzelbelege
1. ↑  IOC World Bird List 12.1. World Bird Names, doi:10.14344/ioc.ml.12.1 (worldbirdnames.org [abgerufen am 7. Februar 2023]).
2. ↑  Urban Olsson, Per Alström: A comprehensive phylogeny and taxonomic evaluation of the waxbills (Aves: Estrildidae). In: Molecular Phylogenetics and Evolution. Band 146, 1. Mai 2020, ISSN 1055-7903, S. 106757, doi:10.1016/j.ympev.2020.106757.
3. ↑  Greg McLachlan: Odd-ball Double-barred/Zebra Finch hybrid. 14. August 2016, abgerufen am 8. Februar 2023.
4. ↑  David Wong: 43d Hybrid - Owl Finch x Zebra Finch - Bloedel Conservatory. 15. April 2016, abgerufen am 8. Februar 2023.
5. ↑  Julia Hyland Bruno, Erich D. Jarvis, Mark Liberman, Ofer Tchernichovski: Birdsong Learning and Culture: Analogies with Human Spoken Language. In: Annual Review of Linguistics. Band 7, Nr. 1, 14. Januar 2021, ISSN 2333-9683, S. 449–472, doi:10.1146/annurev-linguistics-090420-121034.
6. ↑  Daiping Wang, Wolfgang Forstmeier, Damien R. Farine, Adriana A. Maldonado-Chaparro, Katrin Martin, Yifan Pei, Gustavo Alarcón-Nieto, James A. Klarevas-Irby, Shouwen Ma, Lucy M. Aplin, Bart Kempenaers: Machine learning reveals cryptic dialects that explain mate choice in a songbird. In: Nature Communications. Band 13, Nr. 1, 28. März 2022, ISSN 2041-1723, S. 1630, doi:10.1038/s41467-022-28881-w, PMID 35347115, PMC 8960899 (freier Volltext).
7. ↑  Hans-Jürgen Martin: Zebrafinken richtig pflegen und verstehen (PDF; 380 kB)
8. ↑  Joe Voss, Nina Keary und Hans-Joachim Bischof: The use of the geomagnetic field for short distance orientation in zebra finches. In: NeureReport. Band 18, Nr. 10, 2007, S. 1053–1057, doi:10.1097/WNR.0b013e32818b2a21.
9. ↑  Verkehrslärm stört normale Stressreaktionen und verzögert das Wachstum von Zebrafinken. Max-Planck-Institut für biologische Intelligenz (ehemals MPI für Ornithologie), 14. Oktober 2019, abgerufen am 21. Februar 2023.
10. ↑  Clifford B. Frith, Dawn. W. Frith: The Bowerbirds – Ptilonorhynchidae. Oxford University Press, Oxford 2004, ISBN 0-19-854844-3. S. 419.